# Kekkaishi
Kekkaishi (結界師, Kekkaishi Ayakashi Hojinden) est un manga écrit et dessiné par Yellow Tanabe. Il a été prépublié entre fin 2003 et avril 2011 dans le magazine Weekly Shōnen Sunday de l'éditeur Shōgakukan, et a été compilé en un total de trente-cinq volumes. La version française est publiée par Pika Édition.
Une adaptation en série télévisée d'animation de cinquante-deux épisodes a été diffusée d'octobre 2006 à février 2008 au Japon. Un jeu vidéo nommée Kekkaishi: Kokubōrō no Kage (結界師 黒芒楼の影) est également sorti en décembre 2007 sur Wii.
Le manga a remporté le 52e prix Shōgakukan en 2007.

## Histoire
Sur le domaine Karasumori a été construit un collège où étudient deux jeunes Kekkaishi (maitres de Kekkai, sorte de champ de force) amis depuis leur enfance. Ce domaine, où vivait le seigneur Karasumori il y a 400 ans, a la particularité d'attirer des entités et de leur donner de nouveaux pouvoirs… Yoshimori et Tokine sont les descendants de l'exorciste qui a été appelé, il y a très longtemps, pour combattre les âmes. Le but secret de Yoshimori est de sceller à jamais le domaine Karasumori afin d'éviter toutes autres blessures aux personnes qu'il aime. Tout au long du manga, Yoshimori va se découvrir un lien étrange et insoupçonné entre lui et le domaine. En avançant dans l'histoire, de nouveaux personnages vont rentrer dans l'aventure fantastique de Yoshimori et Tokine (comme Gen Shishio,Kaguro ...)

## Manga
Le prototype de la série a été publié en 2003 dans le magazine Weekly Shōnen Sunday. La prépublication a ensuite débuté dans le même magazine numéro 45 sorti en 2003 et s'est terminée dans le numéro 19 sorti le 6 avril 2011. Les différents chapitres ont été compilés en trente-cinq volumes entre février 2004 et août 2011. La version française est publiée par Pika Edition. La série est également éditée en Amérique du Nord par VIZ Media, en Allemagne par Carlsen, en Italie par Panini Comics et en Espagne par Editorial Ivrea.
Un guidebook a été publié au Japon le 16 décembre 2006.

## Anime
La diffusion de la série télévisée d'animation a débuté le 16 octobre 2006 au Japon et s'est terminée le 12 février 2008 dans la case-horaire "golden time".

### Liste des épisodes
| No | Titre français                                    | Titre japonais        | Titre japonais                  | Date de 1re diffusion |
| No | Titre français                                    | Kanji                 | Rōmaji                          | Date de 1re diffusion |
| -- | ------------------------------------------------- | --------------------- | ------------------------------- | --------------------- |
| 1  | La blessure sur le poignet droit                  | 右腕の傷              | Migi Ude no Kizu                | 16 octobre 2006       |
| 2  | Yoshimori et Tokine                               | 良守と時音            | Yoshimori to Tokine             | 16 octobre 2006       |
| 3  | La belle utilisatrice de yoki                     | 美しき鬼使い          | Utsukushiki Onitsukai           | 23 octobre 2006       |
| 4  | Sa chose précieuse                                | 彼女のトレジャー      | Kanojo no torejā                | 30 octobre 2006       |
| 5  | Un fantôme aimable                                | お菓子な人間霊        | Okashi na Ningen Rei            | 6 novembre 2006       |
| 6  | La nuit des fleurs de cerisiers de Karasumori     | 烏森の宵桜            | Karasumori no Yoizakura         | 13 novembre 2006      |
| 7  | Le Meilleur Gâteau                                | 最高のケーキ!         | Saikō no Kēki!                  | 20 novembre 2006      |
| 8  | Un jour dans la vie de Yoshimori                  | 良守な日々            | Yoshimori na Hibi               | 27 novembre 2006      |
| 9  | Professeur du lycée dangereux                     | 危険な高校教師        | Kiken na Kōkō Kyōshi            | 4 décembre 2006       |
| 10 | Bataille de Choco Shikigami                       | 式神チョコバトル      | Shikigami Choko Batoru          | 15 janvier 2007       |
| 11 | Kōya et Madarao                                   | 鋼夜と斑尾            | Kōuya to Madarao                | 22 janvier 2007       |
| 12 | Le sceau de Madarao le chien démon                | 妖犬斑尾封印          | Yōken Madarao Fūin              | 29 janvier 2007       |
| 13 | Masamori apparait, le capitaine des Yagyō         | 夜行の頭領正守登場    | Yagyō no Tōryō, Masamori Tōjō   | 5 février 2007        |
| 14 | Le plan de Masamori                               | 正守のたくらみ        | Masamori no Takurami            | 12 février 2007       |
| 15 | L'ambition de Yoshimori                           | 良守の野望            | Yoshimori no Yabō               | 19 février 2007       |
| 16 | Seigneur Uro du marais incolore                   | 無色沼のウロ様        | Mushikinuma no Uro-sama         | 26 février 2007       |
| 17 | Le territoire divin                               | それは神の領域        | Sore wa Kami no Ryōiki          | 5 mars 2007           |
| 18 | La petite vie de Toshimori                        | 末っ子利守の日々      | Suekko Toshimori no Hibi        | 12 mars 2007          |
| 19 | Les attaquants aux ailes blanches                 | 白き羽の襲撃者        | Shiroki Hane no Shūgekisha      | 16 avril 2007         |
| 20 | Un étrange observateur                            | 不気味な監視者        | Bukimi na Kanshisha             | 23 avril 2007         |
| 21 | Le cruel étudiant transféré, Shishio Gen          | 非情な転校生 志々尾限 | Hijō na Tenkōsei, Shishio Gen   | 7 mai 2007            |
| 22 | Messager de l'Urakai                              | 裏会からの使者)       | Urakai kara no Shisha           | 14 mai 2007           |
| 23 | Le successeur légitime pris pour cible            | 狙われた正統継承者    | Nerawareta Seitō Keishōsha      | 21 mai 2007           |
| 24 | Gen et l'attaque de l'amour                       | 限と恋のアタック      | Gen to Koi no Atakku            | 4 juin 2007           |
| 25 | Tokine et le garçon craquant                      | 時音にイケメン        | Tokine ni Ikemen                | 18 juin 2007          |
| 26 | Une nuit sans Yoshimori                           | 良守がいない夜        | Yoshimori ga Inai Yoru          | 25 juin 2007          |
| 27 | La réunion des douze leaders                      | 最高幹部十二人会      | Saikō Kanbu Jūnininkai          | 2 juillet 2007        |
| 28 | La déclaration de guerre de Kokubōrō              | 黒芒楼の宣戦布告      | Kokubōrō no Sensenfukoku        | 9 juillet 2007        |
| 29 | Le carré magique du sceau spirituel               | 呪力封じの魔方陣      | Juryoku Fūji no Mahōjin         | 23 juillet 2007       |
| 30 | La personne appropriée de Karasumori              | 烏森の適任者          | Karasumori no Tekininsha        | 30 juillet 2007       |
| 31 | Le surprenant passé de Shishio                    | 志々尾驚きの経歴      | Shishio Odoroki no Keireki      | 6 août 2007           |
| 32 | L'entraînement intensif d'Atora                   | 強烈な亜十羅の試練    | Kyōretsu na Atora no Shiren     | 13 août 2007          |
| 33 | Le Grand Vol de Shige-jii                         | 急げ繁じい本気走り    | Isoge Shige-jii Honki-bashiri   | 20 août 2007          |
| 34 | La voie maléfique de la tentation venant de l'Œuf | 卵から声 闇の誘い     | Tamago kara Koe: Yami no Izanai | 27 août 2007          |
| 35 | L'approche de Kokubōrō                            | 迫り来る黒芒楼        | Semarikuru Kokubōrō             | 3 septembre 2007      |
| 36 | La destruction de Karasumori par le feu           | 烏森炎上              | Karasumori Enjou                | 10 septembre 2007     |
| 37 | Le dernier combat de Shishio Gen                  | 志々尾限最後の戦い    | Shishio Gen Saigo no Tatakai    | 10 septembre 2007     |
| 38 | Le repos respectif de l'âme                       | それぞれの鎮魂        | Sorezore no Chinkon             | 15 octobre 2007       |
| 39 | L'énigme de Karasumori                            | 烏森の謎              | Karasumori no Nazo              | 22 octobre 2007       |
| 40 | La route vers Kurosusuki                          | 黒芒への道            | Kurosusuki e no Michi           | 29 octobre 2007       |
| 41 | Jours de formation spéciale                       | 特訓の日々            | Tokkun no Hibi                  | 5 novembre 2007       |
| 42 | L'Intégralité des Yagyō                           | 夜行の面々            | Yagyō no Menmen                 | 12 novembre 2007      |
| 43 | Le Second Avènement du Nuage Noir                 | 暗雲の再来            | An'un no Sairai                 | 19 novembre 2007      |
| 44 | La Guerre de Karasumori                           | 烏森の激戦            | Karasumori no Gekisen           | 26 novembre 2007      |
| 45 | Le sacrifice humain de Kokubōrō                   | 黒芒楼の人柱          | Kokubōrō no Hitobashira         | 3 décembre 2007       |
| 46 | Le Labyrinthe/Dédale du Monde Mystérieux          | 異界の迷路            | Ikai no Meiro                   | 10 décembre 2007      |
| 47 | La conclusion de la destinée                      | 因縁の決着            | Innen no Ketchaku               | 17 décembre 2007      |
| 48 | Le château s'effondre                             | 崩れゆく城郭          | Kuzureyuku Jōkaku               | 24 décembre 2007      |
| 49 | La triste fleur Ayakashi                          | 哀しき妖花            | Kanashiki Yōka                  | 14 janvier 2008       |
| 50 | Bataille finale                                   | 最終決戦!             | Saishū Kessen!                  | 21 janvier 2008       |
| 51 | Yoshimori et Kaguro                               | 良守と火黒            | Yoshimori to Kaguro             | 28 janvier 2008       |
| 52 | La fin de Kokubōrō                                | 黒芒楼の終焉          | Kokubōrō no Shūen               | 11 février 2008       |

### Musique
Générique de début
Sha la la -Ayakashi NIGHT de Saeka Uura
Générique de fin
1. Akai Ito (赤い糸?) de Koshi Inaba (épisodes 1 à 15, 38, 40 et 48)
2. Sekaijyū Doko wo Sagashitemo (世界中どこを探しても?) de Aiko Kitahara (épisodes 16 à 23, 39, 44 et 51)
3. Mai Mirai (マイミライ?) de Saeka Uura (épisodes 24 à 30, 41, 46, 49 et 52)
4. Kyūkei jikan juppun (休憩時間10分?) de Saeka Uura (épisodes 31 à 37, 42, 43, 45, 47 et 50)